# Jerry et Tonton
Pour plus de détails, voir Fiche technique et Distribution.
Jerry et Tonton (Pecos Pest) est le 96e court métrage d'animation de la série américaine Tom et Jerry réalisé par William Hanna et Joseph Barbera et sorti le 11 novembre 1955.

## Synopsis
Jerry reçoit un télégramme de son oncle Pecos, et bientôt l'oncle Pecos arrive.
La souris moustachue (qui bégaie d'une manière similaire à  Porky Pig ) donne à Jerry une performance à la guitare, jouant sa nouvelle chanson, "Crambone" (sa variation de la chanson " Frog Went A-Courting "), mais sa corde de guitare se casse. .
Oncle Pecos demande à Jerry s'il a une corde de guitare (" Tu as une corde de guitare sur toi, nn-neph-neveu ? Tom se dirige ensuite vers la salle de bain pour se regarder dans le miroir lorsque Pecos se promène à nouveau vers le chat et lui arrache une deuxième moustache après que la première se soit cassée. Pecos joue plus de sa chanson jusqu'à ce que la moustache se brise. Tom, ne voulant pas être un chat sans moustaches, s'enfuit paniqué. Il se cache près d'une porte et Pecos ouvre la porte en disant (
"Je dois avoir une autre moustache, nn-neph-neveu ! " de sorte qu'il se retourne et frappe Tom très fort, ce qui fait que la porte se brise en morceaux. Tom devient perceptible lorsque la porte s'est brisée en morceaux. Pecos le trouve bientôt et essaie de raisonner avec le chat qu'il a besoin d'un de ses des moustaches pour réparer sa guitare et lui demandant également de rester immobile, mais Tom est intransigeant dans la protection de ses moustaches et essaie de tenir l'oncle de Jerry à distance. Tom cherche frénétiquement un endroit où se cacher pendant que Pecos le cherche, et Pecos arrache bientôt la quatrième moustache de Tom en disant " N'essaie pas de m'arrêter, neveu !". Tom se précipite paniqué dans un placard voisin et claque la porte. Pecos invite ensuite Jerry à écouter son rappel. Tom sort ensuite du placard et apprécie la musique que Pecos génère jusqu'à ce que le claquement d'une corde se fasse entendre. Tom crie et se retire à nouveau dans le placard, mais Pecos attaque la porte avec une hache et dit que Tom sait que Pecos ne peut pas jouer sans une corde de guitare (" Tu sais très bien que je ne PARTIRAIS pas sans une corde de guitare ! "), Tom se rend finalement avec un  drapeau blanc  , puis cueille sa cinquième moustache pour Pecos en sacrifice pour l'éloigner.
Heureusement, Pecos est parti pour sa performance. Le lendemain, Tom et Jerry regardent sa performance dans leur salon à la télévision. Pecos commence sa performance, mais pendant qu'il joue de la guitare, la corde de la guitare casse à nouveau. Un Tom riant a fini par être consterné alors qu'il sortait comiquement de l'écran de télévision et sortait les dernières moustaches de Tom alors que Pecos arrivait à la finale de sa performance.